# Cisowa Skała
Der Cisowa Skała ist ein Berg in den polnischen Pogórze Bukowińskie, einem Gebirgszug der Pogórze Spisko-Gubałowskie, mit 685 Metern Höhe über dem Meeresspiegel.

## Lage und Umgebung
Der Cisowa Skała liegt im Pieninen-Felsengürtel an der Grenze zwischen dem Gebirgszug des Pogórze Bukowińskie und der Talsenke Kotlina Nowotarska. Östlich des Gipfels fließt der Gebirgsfluss Białka.

## Tourismus
Der Gipfel ist von allen umliegenden Ortschaften leicht erreichbar. Er liegt außerhalb des Tatra-Nationalparks. Vom Gipfel öffnet sich ein weiter Rundumblick auf die umliegenden Gebirgszüge.